# Coppa Italia 2009-2010 (calcio femminile)
L'edizione 2009-2010 è stata la trentottesima della storia della Coppa Italia di calcio femminile. È stata vinta dalla Reggiana, che ha così conquistato il suo terzo titolo nella competizione.

## Squadre partecipanti
Al torneo di Coppa Italia di calcio femminile sono iscritte le 12 squadre che di Serie A, le 24 squadre di Serie A2 e le 41 squadre di Serie B.

### Serie A
- Atalanta
- Bardolino Verona
- Brescia
- Chiasiellis
- Fiamma Monza
- Lazio CF

- Reggiana
- Roma CF
- Tavagnacco
- Torino
- Torres
- Venezia 1984

### Serie A2
Girone A
- Alessandria
- Cervia
- Como 2000
- Dinamo Ravenna
- Entella
- Fortitudo Mozzecane
- Graph. Campagna
- ACF Milan
- Mozzanica
- Südtirol Vintl
- Tradate Abbiate
- Trento

Girone B
- Allservicesystem Oristano
- Ariete
- Napoli
- L.F. Jesina
- Firenze
- Grifo Perugia
- Olbia
- Pisa
- Sezze
- Siena
- Upea Orlandia 97
- Vis Francavilla Fontana

### Serie B
Girone A
- Multedo
- Bogliasco Pieve
- Cuneo San Rocco
- Frutta Più Verona
- Inter Milano
- Juventus Torino
- Manerbio Virtus
- Scalese
- Valpo Pedemonte
- Villacidro Villgomme

Girone B
- Brixen OBI
- Exto Schio 06
- Fortissimi Udine
- Gordige
- Mestre 1999
- Montale 2000
- Pasiano
- Trasaghis
- Vicenza
- Ženský-Padova

Girone C
- ANSPI Marsciano
- Atletico Ortona 2004
- Castelvecchio
- Eurnova
- Free Sisters
- Imolese
- Julia Spello
- Packcenter Imola
- Picenum
- Res Roma
- San Zaccaria

Girone D
- Atletic Montaquila
- Campobasso
- Gragnano
- Marsala
- Mater Domini
- Pink Sport Time
- Pro Reggina 97
- Real Cosenza
- Salento Donne
- Vesevus Trecase

## Prima fase
Alla prima fase hanno partecipato le squadre di Serie B e di Serie A2, eccetto il Graphistudio Campagna. Le gare della prima fase sono di sola andata e si sono disputate il 27 e il 28 settembre 2009.
| Squadra 1            | Risultato                | Squadra 2                 |
| -------------------- | ------------------------ | ------------------------- |
| Multedo              | 2 - 1                    | Alessandria               |
| Bogliasco Pieve      | 1 - 2                    | Entella                   |
| Cuneo San Rocco      | 0 - 3                    | Tradate Abbiate           |
| Juventus Torino      | 2 - 1                    | Como 2000                 |
| Inter Milano         | 0 - 3                    | Milan                     |
| Manerbio Virtus      | 0 - 4                    | Mozzanica                 |
| Montale 2000         | 0 - 2                    | Fortitudo Mozzecane       |
| Valpo Pedemonte      | 3 - 2                    | Trento                    |
| Brixen OBI           | 1 - 4 (dts)              | Südtirol Vintl            |
| Pasiano              | 0 - 1                    | Fortitudo Mozzecane       |
| Fortissimi Udine     | 3 - 1                    | Trasaghis                 |
| Mestre 1999          | 1 - 4                    | Gordige                   |
| Ženský-Padova        | 2 - 5                    | Vicenza                   |
| Exto Schio 06        | 2 - 5                    | Frutta Più Verona         |
| Packcenter Imola     | 1 - 3                    | Imolese                   |
| San Zaccaria         | 1 - 3                    | Dinamo Ravenna            |
| Castelvecchio        | 3 - 3 (dts) (5-4 d.t.r.) | Cervia                    |
| Scalese              | 0 - 2                    | Pisa                      |
| Free Sisters         | 1 - 11                   | Firenze                   |
| Julia Spello         | 0 - 4                    | Siena                     |
| ANSPI Marsciano      | 0 - 8                    | Grifo Perugia             |
| Picenum              | 1 - 7                    | E.D.P. Jesina             |
| Atletico Ortona 2004 | 0 - 4                    | Ariete                    |
| Eurnova              | 5 - 0                    | Res Roma                  |
| Vesevus Trecase      | 1 - 4                    | Sezze                     |
| Gragnano             | 1 - 4                    | Carpisa Yamamay Napoli    |
| Atletic Montaquila   | 0 - 1                    | Campobasso                |
| Salento Donne        | 1 - 7                    | Vis Francavilla Fontana   |
| Pink Sport Time      | 6 - 0                    | Real Cosenza              |
| Mater Domini         | 0 - 4                    | Pro Reggina 97            |
| Marsala              | 2 - 3                    | Upea Orlandia 97          |
| Villacidro Villgomme | 2 - 1                    | Allservicesystem Oristano |

## Seconda fase
Alla seconda fase hanno partecipato le squadre vincitrici della prima fase, il Graphistudio Campagna e nove delle dodici squadre di Serie A. Le gare sono di sola andata e si sono disputate il 3 e il 4 ottobre 2009.
| Squadra 1             | Risultato                | Squadra 2               |
| --------------------- | ------------------------ | ----------------------- |
| Multedo               | 1 - 0                    | Entella                 |
| Tradate Abbiate       | 1 - 3                    | Torino                  |
| Juventus Torino       | 2 - 0                    | Atalanta                |
| Milan                 | 0 - 1                    | Fiammamonza             |
| Mozzanica             | 2 - 1                    | Brescia                 |
| Valpo Pedemonte       | 2 - 3                    | Südtirol Vintl          |
| Graphistudio Campagna | 2 - 6                    | Venezia 1984            |
| Fortissimi Udine      | 0 - 7                    | Chiasiellis             |
| Frutta Più Verona     | 0 - 1                    | Fortitudo Mozzecane     |
| Gordige               | 2 - 3                    | Vicenza                 |
| Imolese               | 1 - 4                    | Reggiana                |
| Dinamo Ravenna        | 4 - 0                    | Castelvecchio           |
| Pisa                  | 2 - 6                    | Firenze                 |
| Siena                 | 1 - 0                    | Grifo Perugia           |
| E.D.P. Jesina         | 3 - 3 (dts) (7-8 d.t.r.) | Ariete                  |
| Eurnova               | 0 - 6                    | Lazio                   |
| Sezze                 | 1 - 8                    | Roma                    |
| Campobasso            | 2 - 1                    | Carpisa Yamamay Napoli  |
| Pink Sport Time       | 0 - 3                    | Vis Francavilla Fontana |
| Pro Reggina 97        | 0 - 3                    | Upea Orlandia 97        |
| Villacidro Villgomme  | 0 - 0 (dts) (4-2 d.t.r.) | Olbia                   |

## Terza fase
Alla terza fase hanno partecipato le squadre vincitrici della seconda fase più Bardolino Verona, Tavagnacco e Torres. Le gare sono di sola andata e si sono disputate il 17 e il 18 ottobre 2009.
| Squadra 1            | Risultato | Squadra 2               |
| -------------------- | --------- | ----------------------- |
| Torino               | 4 - 0     | Multedo                 |
| Fiammamonza          | 1 - 0     | Mozzanica               |
| Fortitudo Mozzecane  | 2 - 1     | Juventus Torino         |
| Südtirol Vintl       | 1 - 4     | Bardolino Verona        |
| Vicenza              | 0 - 11    | Tavagnacco              |
| Reggiana             | 1 - 0     | Dinamo Ravenna          |
| Venezia 1984         | 1 - 3     | Chiasiellis             |
| Siena                | 0 - 3     | Firenze                 |
| Ariete               | 0 - 3     | Lazio                   |
| Roma                 | 4 - 0     | Campobasso              |
| Upea Orlandia 97     | 2 - 0     | Vis Francavilla Fontana |
| Villacidro Villgomme | 0 - 10    | Torres                  |

## Quarta fase
Le gare sono di sola andata e si sono disputate il 6 e il 7 marzo 2010.
| Squadra 1           | Risultato                  | Squadra 2        |
| ------------------- | -------------------------- | ---------------- |
| Torres              | 3 - 0                      | Lazio            |
| Fortitudo Mozzecane | 2 - 2 (dts) (7 - 8 d.t.r.) | Upea Orlandia 97 |
| Firenze             | 0 - 2 (dts)                | Reggiana         |
| Chiasiellis         | 4 - 0                      | Fiammamonza      |
| Tavagnacco          | 2 - 0                      | Torino           |
| Bardolino Verona    | 1 - 1 (dts) (4-2 d.t.r.)   | Roma             |

## Fase finale
Le sei squadre finaliste sono state divise in due gruppi da tre. Le vincenti dei due triangolari hanno giocato la finale in gara unica. La fase finale si è disputata interamente presso il campo sportivo “Francesco Micale” di Capo d'Orlando.

### Triangolare 1
| Pos. | Squadra          | Pt | G | V | N | P | GF | GS | DR  |
| ---- | ---------------- | -- | - | - | - | - | -- | -- | --- |
| 1.   | Torres           | 6  | 2 | 2 | 0 | 0 | 5  | 0  | +5  |
| 2.   | Bardolino Verona | 3  | 2 | 1 | 0 | 1 | 7  | 2  | +5  |
| 3.   | Chiasiellis      | 0  | 2 | 0 | 0 | 2 | 0  | 10 | -10 |

| Capo d'Orlando 6 giugno 2010, ore 21:00 CEST                          | Torres    | 3 – 0 referto | Chiasiellis | Campo sportivo Ciccino Micale |
| \| \| \| \| \| Cortesi 6’ Iannella 55’ Manieri 70’ \| Marcatori \| \| |           |               |             |                               |
|                                                                       |           |               |             |                               |
| Cortesi 6’ Iannella 55’ Manieri 70’                                   | Marcatori |               |             |                               |

| Arbitro: | Sebastiano Musso (Siracusa) |

|                                                          |           |  |
| Girelli 1’, 64’, 68’ Gabbiadini 12’, 27’, 59’ Parisi 92’ | Marcatori |  |

| Arbitro: | Carlo Amoroso (Paola) |

|  |           |                         |
|  | Marcatori | 87’ Panico 92’ Stracchi |

### Triangolare 2
| Pos. | Squadra          | Pt | G | V | N | P | GF | GS | DR |
| ---- | ---------------- | -- | - | - | - | - | -- | -- | -- |
| 1.   | Reggiana         | 6  | 2 | 2 | 0 | 0 | 4  | 1  | +3 |
| 2.   | Tavagnacco       | 3  | 2 | 1 | 0 | 1 | 6  | 2  | +4 |
| 3.   | Upea Orlandia 97 | 0  | 2 | 0 | 0 | 2 | 2  | 9  | -7 |

| Capo d'Orlando 6 giugno 2010, ore 18:30 CEST                                       | Upea Orlandia 97 | 1 – 3 referto                            | Reggiana | Campo sportivo Ciccino Micale |
| \| \| \| \| \| Piro 6’ \| Marcatori \| 48’ (rig.) Sabatino 59’ Nasuti 65’ Spina \| |                  |                                          |          |                               |
|                                                                                    |                  |                                          |          |                               |
| Piro 6’                                                                            | Marcatori        | 48’ (rig.) Sabatino 59’ Nasuti 65’ Spina |          |                               |

| Arbitro: | Giovanni Luciano (Lamezia Terme) |

|                                                      |           |             |
| Zorri 6’, 75’ Mauro 22’ Brumana 32’, 50’ Bonetti 65’ | Marcatori | 53’ Coletta |

| Arbitro: | Alessandro D'Annibale (Marsala) |

|  |           |              |
|  | Marcatori | 14’ Sabatino |

### Finale
| Arbitro: | Luigi Pillitteri (Palermo) |

|                                                                            |                      |                                                                          |
| Iannella 75’                                                               | Marcatori            | 5’ Sabatino                                                              |
| Iannella Panico Tona Cortesi Pintus Manieri Domenichetti Stracchi Iachelli | Tiri di rigore 5 – 6 | Parejo Nasuti Vicchiarello Barbieri Sabatino Casile Magrini Spina Fragni |